# Daniel Bénédite
Daniel Bénédite (* 27. Januar 1912 als Daniel Ungemach in Straßburg; † 15. Oktober 1990 in Paris durch Suizid) war ein französischer Sozialist. Während des Zweiten Weltkriegs war er enger Mitarbeiter und dann Nachfolger von Varian Fry im Büro des Emergency Rescue Committee (ERC) in Marseille (Centre américain de secours kurz CAS). Er konnte zahlreichen politisch und rassisch verfolgten Menschen bei der Flucht vor den Nationalsozialisten aus Frankreich helfen. Nach der Scheidung seiner Eltern nahm er den Mädchennamen seiner Mutter (Bénédite) an.

## Leben
Nach dem Studium der Literatur und Philosophie an der Sorbonne wurde er 1934 Mitarbeiter im Büro des Pariser Polizeipräfekten. Er engagierte sich schon ab 1931 in der französischen Sektion der Arbeiterinternationale SFIO und war ein Anhänger von Marceau Pivert, dem er 1938 zur Parti socialiste ouvrier et paysan (PSOP) folgte. Ab 1939 diente er bei der französischen Armee als Artillerieoffizier. 1940 war er Verbindungsoffizier zum britischen Expeditionskorps und konnte aus dem Kessel von Dünkirchen entkommen.
Er zog nach Marseille, wo er und seine Frau unter Varian Fry im ERC an der Rettung politisch Verfolgter vor den Nationalsozialisten aber auch vor den italienischen und spanischen Faschisten arbeitete. Als Fry im September 1941 aus Frankreich ausgewiesen wurde, übernahm Bénédite die Leitung des ERC-Büros bis die französische Polizei es im Juni 1942 offiziell schloss. Er arbeitete danach mit diversen Widerstandsgruppen und Geheimdiensten zusammen und leitete im Département Var bei Régusse in den Hochalpen ein Forstprojekt. Dort konnten sich spanische Republikaner (Rotspanier), STO-Flüchtlinge und Juden verborgen halten und alliierte Waffenabwürfe für den bewaffneten Widerstand abgewickelt werden. Im Mai 1944 wurde er wegen des Besitzes von falschen Ausweisen verhaftet und am 16. August durch die Forces françaises de l’intérieur in Marseilles befreit. In der Nachkriegszeit arbeitete er für die Zeitung Franc-Tireur in Paris.
Verheiratet war er mit der Britin Theodora geborene Prins, mit der er die beiden Kinder Pierre und Caroline hatte. Er trennte sich von seiner Frau und heiratete später Hélène Podliasky. Wegen schwerer Krankheit nahm er sich am 15. Oktober 1990 das Leben.

## Werk
- La Filière marseillaise – Un chemin vers la liberté sous l'Occupation. Clancier Guénaud, Paris 1984, ISBN 2-86215-054-1.

## Auszeichnungen
- 1951 Ritter der Ehrenlegion